# 사마랑
사마랑(司馬朗, 171년 ~ 217년)은 후한 말기의 관료로, 자는 백달(伯達)이며, 하내군 온현(溫縣) 사람이다. 경조윤 사마방의 맏아들이다.

## 생애
사마방(司馬防)의 장남이고 사마의(司馬懿)의 형이며, 사마팔달 중 한 사람이다.
흥평 원년(190년), 반동탁연합군이 일어나자 동탁은 수도를 장안으로 옮기고 자신은 낙양에 남았다. 아버지 사마방은 치서어사였으므로 서쪽으로 옮겨야 했는데, 사마랑에게 가족들을 데리고 고향으로 돌아가게 했다. 그러나 사마랑이 도주하려 한다는 밀고가 있었으므로 잡혀 동탁에게 보내졌다. 사마랑은 동탁이 망하리라고 여겼으므로, 억류될까 두려워 뇌물을 주고 고향으로 돌아왔다. 사마랑은 반동탁연합군의 진격이 저지되면 하내군에 주둔하여 이 땅이 큰 피해를 입게 되리라고 여기고 마을 부로들에게 여양으로 옮기기를 건의했으나, 부로들은 따르지 않고 오직 조자만이 사마랑을 따라 여양으로 옮겼다. 이후 반동탁연합군은 하내와 형양으로 모여들어, 사마랑이 예측한 바와 같이 되었다. 연합군이 해산된 후, 사마랑은 다시 고향으로 돌아왔다.
22살이 되었을 때(사망년에서 역산하면 192년, 그러나 조조가 사공이 된 해가 196년이라 서로 상충된다) 조조에게 초빙되어 사공연속이 되었고, 성고현령, 당양현장, 원성현령, 승상주부를 역임했다. 사마랑은 현세의 혼란은 옛 주나라의 제도를 버린 데 있다고 보고, 지방의 주와 군에서 군사를 거느리게 하고, 정전제를 마땅히 회복해야 한다고 여겼다. 정전제는 실시되지 않았으나, 주와 군이 병사를 거느리는 것은 시행되었으며 사마랑 자신도 군무를 수행했다(그러나 군대 장관이 지방 장관을 겸하는 것은 훗날 두서의 비판을 받게 된다). 연주자사가 되었으며 치적을 쌓아 백성들에게 칭찬을 받았다.
건안 22년(217년)에 하후돈, 장패 등과 함께 오를 정벌하러 갔다. 거소(居巢)에 도착했을 때, 군사들 사이에서 역병이 크게 퍼져 사마랑은 친히 순시하고 의약품을 보냈다. 이때 사마랑은 갑자기 병에 걸려 죽었는데, 이때 나이가 마흔일곱이다. 그는 임종하면서 베옷과 비단 두건으로 계절에 맞는 상복을 입히도록 명했다.
왕릉과 친교가 있었으며, 왕릉은 나중에 연주자사가 되어 사마랑의 업적을 이었다.

## 사후
조예 치세 때 사마랑의 아들 사마유(司馬遺)를 창무정후(昌武亭侯)로 봉하고 식읍 1백 호를 주었다. 사마랑의 동생 사마부(司馬孚)는 또 아들 사마망(司馬望)으로 사마랑의 뒤를 잇게 했고, 사마유가 죽자 사마망의 아들 사마홍(司馬洪)이 뒤를 이었다.

## 같이 보기
- 삼국지 인물 목록